# Kraft zu Hohenlohe-Ingelfingen
Kraft Karl August Eduard Friedrich av Hohenlohe-Ingelfingen, född 2 januari 1827, död 16 januari 1892, var en tysk militär och författare. Han var sonson till Friedrich Ludwig, furst von Hohenlohe-Ingelfingen.
Hohenlohe-Ingelfingen blev officer vid artilleriet 1845, överste 1865, generalmajor 1868, general av infanteriet 1883 och av artilleriet 1889. Hohenlohe-Ingelfingen deltog som regementschef i 1866 års krig och var under kriget 1870-71 först chef för gardesartilleribrigaden och anförtroddes senare ledningen av artillerianfallet på Paris. Efter fredsslutet var han 1871-73 inspektör för 2:a artilleriinspektionen och 1873-79 infanterifördelningschef. Hohenlohe-Ingelfingen var en flitig militär författare och har bland annat utgett Militärische Briefe (3 band, 1884-85, svensk översättning 1886-87), Strategische Briefe (2 band, 1887), samt Aus meinem Leben.